# Ludwig auf Freiersfüßen
Ludwig auf Freiersfüßen ist der fünfte Teil der Lausbubenfilme nach Motiven von Ludwig Thoma. Regie führte Franz Seitz, der auch das Drehbuch bearbeitete und bei allen Ludwig-Filmen als Produzent in Erscheinung trat. Uraufführung war am 17. Dezember 1969.

## Handlung
Kommerzialrat Klausing bereist mit seiner Frau und Tochter Lilly Bayern. Abiturient Ludwig wird gebeten, letztere als Bergführer zu begleiten. Bei dieser Gelegenheit erzählt Ludwig, der in Lilly verliebt ist, ihr von seinen zahlreichen Streichen, die er auch im Aufsatz seines Deutschabiturs verarbeitet. Die erzählten Streiche werden im Film als Rückblenden der entsprechenden Szenen aus den vorherigen vier Filmen der Lausbubengeschichten-Reihe gezeigt.

## Kritiken
„Tatsächlich ist die Rahmenhandlung des neuen Geschehens mehr als mager und simpel. Sie beschränkt sich aufs reine Stichwortgeben für den Rückblendeneinsatz. … Derartiger Schnitzelsalat entzieht sich eigentlich jeder kritischen Betrachtung, denn es gibt weder Handlung noch Dramaturgie, keine Logik und auch keine formende Regie.“

„Viel Schweinswürstl-Folklore und viele Klischeefiguren, dafür um so weniger Lust und Liebe zur Sache. Der Geist Ludwig Thomas weht nicht. Für bayerische Verhältnisse eine mittlere Katastrophe.“

## Sonstiges
- Der Film beschränkt sich auf eine knappe Rahmenhandlung und besteht selbst überwiegend aus Sequenzen der vorangegangenen Filme.
- Im Vorspann wird der Film dem Andenken an den 1968 verstorbenen Rudolf Rhomberg gewidmet, der in allen anderen vier Lausbuben-Filmen den Gemeindepfarrer „Kindlein“ gespielt hat. Er ist auch in mehreren Rückblenden zu sehen.
- Bei der Verabschiedungsszene der Abiturienten werden diese alphabetisch genannt. Einer der Abiturienten, der mit dem besten Abitur, heißt Franz Josef Strauß und erhält vom Prinzregenten Luitpold ein Stipendium. Dies ist eine Anspielung auf den bayerischen Ministerpräsidenten Franz Josef Strauß, der 1935 das bayernweit beste Abitur seit 1910 absolvierte.